# Championnat d'Europe féminin de volley-ball des moins de 20 ans 1986
Navigation
Clermont-Ferrand 1984 Bormio 1988
Le 10e championnat d'Europe féminin de volley-ball des moins de 20 ans s'est déroulé en 1986 à Sofia (Bulgarie).

## Tour préliminaire

### Composition des groupes
| Poule A                                         | Poule B                                             | Poule C                                           |
| ----------------------------------------------- | --------------------------------------------------- | ------------------------------------------------- |
| Site : URSS Allemagne de l'Est Roumanie Hongrie | Site : Allemagne de l'Ouest Pologne Italie Pays-Bas | Site : Bulgarie Tchécoslovaquie Yougoslavie Grèce |

### Poule A
| # | Équipe             | Pts | J | G | P | Sp | Sc | Ratio | Pp  | Pc  | Ratio |
| - | ------------------ | --- | - | - | - | -- | -- | ----- | --- | --- | ----- |
| 1 | URSS               | 6   | 3 | 3 | 0 | 9  | 0  | MAX   | 137 | 64  | 2.141 |
| 2 | Allemagne de l'Est | 5   | 3 | 2 | 1 | 6  | 5  | 1.2   | 139 | 142 | 0.979 |
| 3 | Roumanie           | 4   | 3 | 1 | 2 | 4  | 6  | 0.667 | 124 | 123 | 1.008 |
| 4 | Hongrie            | 3   | 3 | 0 | 3 | 1  | 9  | 0.111 | 72  | 143 | 0.503 |

| Date     | Match                         | Résultat | Sets  | Sets  | Sets  | Sets  | Sets | Total Points |
| Date     | Match                         | Résultat | 1     | 2     | 3     | 4     | 5    | Total Points |
| -------- | ----------------------------- | -------- | ----- | ----- | ----- | ----- | ---- | ------------ |
| 17.08.86 | URSS - Roumanie               | 3 - 0    | 15-7  | 15-7  | 15-4  | -     | -    | 45-18        |
| 17.08.86 | Allemagne de l'Est - Hongrie  | 3 - 1    | 6-15  | 15-8  | 15-6  | 15-7  | -    | 51-36        |
| 18.08.86 | Allemagne de l'Est - Roumanie | 3 - 1    | 10-15 | 18-16 | 17-15 | 17-15 | -    | 62-61        |
| 18.08.86 | URSS - Hongrie                | 3 - 0    | 17-15 | 15-0  | 15-5  | -     | -    | 47-20        |
| 19.08.86 | Roumanie - Hongrie            | 3 - 0    | 15-9  | 15-5  | 15-2  | -     | -    | 45-16        |
| 19.08.86 | URSS - Allemagne de l'Est     | 3 - 0    | 15-3  | 15-12 | 15-11 | -     | -    | 45-26        |

### Poule B
| # | Équipe               | Pts | J | G | P | Sp | Sc | Ratio | Pp  | Pc  | Ratio |
| - | -------------------- | --- | - | - | - | -- | -- | ----- | --- | --- | ----- |
| 1 | Allemagne de l'Ouest | 6   | 3 | 3 | 0 | 9  | 3  | 3     | 170 | 126 | 1.349 |
| 2 | Pologne              | 5   | 3 | 2 | 1 | 8  | 6  | 1.333 | 171 | 179 | 0.955 |
| 3 | Italie               | 4   | 3 | 1 | 2 | 5  | 8  | 0.625 | 161 | 169 | 0.953 |
| 4 | Pays-Bas             | 3   | 3 | 0 | 3 | 4  | 9  | 0.444 | 147 | 175 | 0.84  |

| Date     | Match                           | Résultat | Sets  | Sets  | Sets  | Sets  | Sets  | Total Points |
| Date     | Match                           | Résultat | 1     | 2     | 3     | 4     | 5     | Total Points |
| -------- | ------------------------------- | -------- | ----- | ----- | ----- | ----- | ----- | ------------ |
| 17.08.86 | Pologne - Pays-Bas              | 3 - 2    | 15-12 | 15-6  | 9-15  | 8-15  | 15-11 | 62-59        |
| 17.08.86 | Allemagne de l'Ouest - Italie   | 3 - 1    | 15-9  | 15-10 | 10-15 | 15-9  | -     | 55-43        |
| 18.08.86 | Pologne - Italie                | 3 - 1    | 17-15 | 11-15 | 15-11 | 15-12 | -     | 58-53        |
| 18.08.86 | Allemagne de l'Ouest - Pays-Bas | 3 - 0    | 18-16 | 15-9  | 15-7  | -     | -     | 48-32        |
| 19.08.86 | Allemagne de l'Ouest - Pologne  | 3 - 2    | 15-8  | 8-15  | 15-8  | 14-16 | 15-4  | 67-51        |
| 19.08.86 | Italie - Pays-Bas               | 3 - 2    | 15-8  | 9-15  | 15-9  | 11-15 | 15-9  | 65-56        |

### Poule C
| # | Équipe          | Pts | J | G | P | Sp | Sc | Ratio | Pp  | Pc  | Ratio |
| - | --------------- | --- | - | - | - | -- | -- | ----- | --- | --- | ----- |
| 1 | Bulgarie        | 6   | 3 | 3 | 0 | 9  | 1  | 9     | 145 | 72  | 2.014 |
| 2 | Tchécoslovaquie | 5   | 3 | 2 | 1 | 7  | 6  | 1.167 | 167 | 158 | 1.057 |
| 3 | Yougoslavie     | 4   | 3 | 1 | 2 | 5  | 6  | 0.833 | 123 | 132 | 0.932 |
| 4 | Grèce           | 3   | 3 | 0 | 3 | 1  | 9  | 0.111 | 73  | 146 | 0.5   |

| Date     | Match                         | Résultat | Sets  | Sets  | Sets  | Sets  | Sets  | Total Points |
| Date     | Match                         | Résultat | 1     | 2     | 3     | 4     | 5     | Total Points |
| -------- | ----------------------------- | -------- | ----- | ----- | ----- | ----- | ----- | ------------ |
| 17.08.86 | Yougoslavie - Tchécoslovaquie | 2 - 3    | 14-16 | 15-8  | 15-7  | 11-15 | 10-15 | 65-61        |
| 17.08.86 | Bulgarie - Grèce              | 3 - 0    | 15-3  | 15-1  | 15-5  | -     | -     | 45-9         |
| 18.08.86 | Yougoslavie - Bulgarie        | 0 - 3    | 3-15  | 4-15  | 6-15  | -     | -     | 13-45        |
| 18.08.86 | Tchécoslovaquie - Grèce       | 3 - 1    | 15-5  | 11-15 | 15-5  | 15-13 | -     | 56-38        |
| 19.08.86 | Yougoslavie - Grèce           | 3 - 0    | 15-8  | 15-8  | 15-10 | -     | -     | 45-26        |
| 19.08.86 | Bulgarie - Tchécoslovaquie    | 3 - 1    | 15-11 | 15-13 | 10-15 | 15-11 | -     | 55-50        |

## Tour final

### Poule de Classement 7 à 12 (Pernik)
| #  | Équipe      | Pts | J | G | P | Sp | Sc | Ratio | Pp  | Pc  | Ratio |
| -- | ----------- | --- | - | - | - | -- | -- | ----- | --- | --- | ----- |
| 7  | Roumanie    | 10  | 5 | 5 | 0 | 15 | 0  | MAX   | 180 | 82  | 2.195 |
| 8  | Hongrie     | 8   | 5 | 3 | 2 | 11 | 8  | 1.375 | 234 | 220 | 1.064 |
| 9  | Pays-Bas    | 8   | 5 | 3 | 2 | 11 | 10 | 1.1   | 257 | 245 | 1.049 |
| 10 | Italie      | 8   | 5 | 3 | 2 | 9  | 10 | 0.9   | 228 | 217 | 1.051 |
| 11 | Yougoslavie | 6   | 5 | 1 | 4 | 5  | 12 | 0.417 | 163 | 232 | 0.703 |
| 12 | Grèce       | 5   | 5 | 0 | 5 | 4  | 15 | 0.267 | 163 | 229 | 0.712 |

| Date     | Match                  | Résultat | Sets  | Sets  | Sets  | Sets  | Sets  | Total Points |
| Date     | Match                  | Résultat | 1     | 2     | 3     | 4     | 5     | Total Points |
| -------- | ---------------------- | -------- | ----- | ----- | ----- | ----- | ----- | ------------ |
| -        | Roumanie - Hongrie     | 3 - 0    | 15-9  | 15-5  | 15-2  | -     | -     | 45-16        |
| -        | Italie - Pays-Bas      | 3 - 2    | 15-8  | 9-15  | 15-9  | 11-15 | 15-9  | 65-56        |
| -]       | Yougoslavie - Grèce    | 3 - 0    | 15-8  | 15-8  | 15-10 | -     | -     | 45-26        |
| 21.08.86 | Yougoslavie - Hongrie  | 1 - 3    | 14-16 | 16-14 | 8-15  | 9-15  | -     | 47-60        |
| 21.08.86 | Roumanie - Pays-Bas    | 3 - 0    | 15-10 | 15-12 | 15-3  | -     | -     | 45-25        |
| 21.08.86 | Italie - Grèce         | 3 - 1    | 15-9  | 13-15 | 15-8  | 15-3  | -     | 58-35        |
| 22.08.86 | Yougoslavie - Italie   | 1 - 3    | 15-11 | 10-15 | 6-15  | 5-15  | -     | 36-56        |
| 22.08.86 | Roumanie - Grèce       | 3 - 0    | -     | -     | -     | -     | -     | 0-0          |
| 22.08.86 | Pays-Bas - Hongrie     | 3 - 2    | 15-10 | 8-15  | 15-4  | 9-15  | 15-12 | 62-56        |
| 23.08.86 | Yougoslavie - Roumanie | 0 - 3    | 8-15  | 4-15  | 1-15  | -     | -     | 13-45        |
| 23.08.86 | Pays-Bas - Grèce       | 3 - 2    | 15-11 | 12-15 | 12-15 | 15-7  | 15-9  | 69-57        |
| 23.08.86 | Hongrie - Italie       | 3 - 0    | 15-5  | 15-8  | 15-8  | -     | -     | 45-21        |
| 24.08.86 | Yougoslavie - Pays-Bas | 0 - 3    | 10-15 | 9-15  | 3-15  | -     | -     | 22-45        |
| 24.08.86 | Hongrie - Grèce        | 3 - 1    | 16-14 | 11-15 | 15-9  | 15-7  | -     | 57-45        |
| 24.08.86 | Roumanie - Italie      | 3 - 0    | 15-10 | 15-13 | 15-5  | -     | -     | 45-28        |

### Poule finale (Sofia)
| # | Équipe               | Pts | J | G | P | Sp | Sc | Ratio | Pp  | Pc  | Ratio |
| - | -------------------- | --- | - | - | - | -- | -- | ----- | --- | --- | ----- |
| 1 | URSS                 | 10  | 5 | 5 | 0 | 15 | 1  | 15    | 238 | 106 | 2.245 |
| 2 | Allemagne de l'Est   | 9   | 5 | 4 | 1 | 12 | 8  | 1.5   | 261 | 214 | 1.22  |
| 3 | Bulgarie             | 8   | 5 | 3 | 2 | 12 | 7  | 1.714 | 230 | 225 | 1.022 |
| 4 | Tchécoslovaquie      | 7   | 5 | 2 | 3 | 8  | 10 | 0.8   | 167 | 198 | 0.843 |
| 5 | Allemagne de l'Ouest | 6   | 5 | 1 | 4 | 5  | 14 | 0.357 | 150 | 208 | 0.721 |
| 6 | Pologne              | 5   | 5 | 0 | 5 | 3  | 15 | 0.2   | 167 | 262 | 0.637 |

| Date     | Match                                     | Résultat | Sets  | Sets  | Sets  | Sets  | Sets | Total Points |
| Date     | Match                                     | Résultat | 1     | 2     | 3     | 4     | 5    | Total Points |
| -------- | ----------------------------------------- | -------- | ----- | ----- | ----- | ----- | ---- | ------------ |
| -        | URSS - Allemagne de l'Est                 | 3 - 0    | 15-3  | 15-12 | 15-11 | -     | -    | 45-26        |
| -        | Allemagne de l'Ouest - Pologne            | 3 - 2    | 15-8  | 8-15  | 15-8  | 14-16 | 15-4 | 67-51        |
| -        | Bulgarie - Tchécoslovaquie                | 3 - 1    | 15-11 | 15-13 | 10-15 | 15-11 | -    | 55-50        |
| 21.08.86 | Allemagne de l'Est - Tchécoslovaquie      | 3 - 1    | 15-10 | 15-6  | 11-15 | 15-9  | -    | 56-40        |
| 21.08.86 | URSS - Allemagne de l'Ouest               | 3 - 0    | 15-1  | 15-5  | 15-6  | -     | -    | 45-12        |
| 21.08.86 | Bulgarie - Pologne                        | 3 - 0    | 15-9  | 15-9  | 16-14 | -     | -    | 46-32        |
| 22.08.86 | URSS - Tchécoslovaquie                    | 3 - 0    | 15-6  | 15-5  | 15-7  | -     | -    | 45-18        |
| 22.08.86 | Allemagne de l'Est - Pologne              | 3 - 0    | 15-8  | 15-8  | 15-6  | -     | -    | 45-22        |
| 22.08.86 | Bulgarie - Allemagne de l'Ouest           | 3 - 0    | 15-6  | 15-8  | 15-4  | -     | -    | 45-18        |
| 23.08.86 | Tchécoslovaquie - Pologne                 | 3 - 1    | 15-5  | 14-16 | 15-12 | 15-9  | -    | 59-42        |
| 23.08.86 | URSS - Bulgarie                           | 3 - 1    | 15-3  | 13-15 | 15-10 | 15-2  | -    | 58-30        |
| 23.08.86 | Allemagne de l'Est - Allemagne de l'Ouest | 3 - 2    | 15-7  | 11-15 | 11-15 | 15-7  | 15-9 | 67-53        |
| 24.08.86 | Allemagne de l'Est - Bulgarie             | 3 - 2    | 13-15 | 9-15  | 15-12 | 15-12 | 15-0 | 67-54        |
| 24.08.86 | URSS - Pologne                            | 3 - 0    | 15-7  | 15-6  | 15-7  | -     | -    | 45-20        |
| 24.08.86 | Tchécoslovaquie - Allemagne de l'Ouest    | 3 - 0    | -     | -     | -     | -     | -    | 0-0          |

## Classement final
| Place              | Équipe               |
| ------------------ | -------------------- |
| Médaille d'or      | URSS                 |
| Médaille d'argent  | Allemagne de l'Est   |
| Médaille de bronze | Bulgarie             |
| 4                  | Tchécoslovaquie      |
| 5                  | Allemagne de l'Ouest |
| 6                  | Pologne              |
| 7                  | Roumanie             |
| 8                  | Hongrie              |
| 9                  | Pays-Bas             |
| 10                 | Italie               |
| 11                 | Yougoslavie          |
| 12                 | Grèce                |